# Forteresse Palamède
La forteresse Palamède (en grec moderne : Παλαμήδι) est un fort construit sur la colline éponyme dominant Nauplie, en Grèce. 

## Histoire
Les Vénitiens entreprirent la construction de la forteresse en 1711, pour compléter le dispositif de défense de Nauplie, en dominant l'ancienne forteresse d'Acronauplie. Les travaux effectués sous les plans d'ingénieurs français, Lasalle et Levasseur, durent jusqu'en 1714.
Le nom de la forteresse renvoie à Palamède, héros de la guerre de Troie, fils de Nauplios, qui a donné son nom à la ville.
En 1715, les Turcs menés par Ali Douad Pacha prennent la citadelle et massacrent la garnison.
Dans la nuit du 28 au 29 novembre 1822, la citadelle est reprise par les Grecs menés par Stáikos Staïkópoulos.
Au XIXe siècle et début du XXe siècle, la forteresse sert de caserne et de prison.

## Description
La forteresse est constituée de huit bastions reliés entre eux par des murailles. Les bastions ont été nommés par les Vénitiens selon le nom des provinces vénitiennes, puis ils ont été renommés par les Turcs. Enfin, les Grecs après la reconquête de la citadelle leur ont donné les noms actuels. Ces noms rappellent des généraux de l'Antiquité grecque ou de la mythologie (dans le cas d'Achille), à l'exception des deux bastions situés au nord-ouest.
- Bastion Épaminondas ; il commande l'accès à la forteresse par l'entrée principale[2]. Ce bastion n'était pas terminé lorsque les Turcs s'emparèrent de la citadelle en 1715 et ils en achevèrent la construction selon les plans des ingénieurs vénitiens. À l'extérieur de la porte, ils apposèrent un relief représentant un turban, un sabre et une masse.
- Bastion Miltiade ;
- Bastion Léonidas ;
- Bastion Phokion ; il est situé à l'extrémité sud.
- Bastion Achille ;
- Bastion Thémistocle ;
- Bastion Agios Andreas ; il doit son nom à la chapelle qui s'y trouve.
- Bastion Robert, situé à l'extrémité nord-ouest, au-dessus de la ville, en contrebas du bastion Agios Andreas. Il doit son nom à un officier français philhellène, le lieutenant Robert, compagnon de Charles Nicolas Fabvier, qui fut tué en décembre 1826 lorsque Fabvier et sa troupe rejoignirent l'Acropole d'Athènes assiégée par les Turcs.

Un escalier de plus de 900 marches permet de monter à pied à la citadelle à partir de la ville de Nauplie.

## Quelques vues de la forteresse

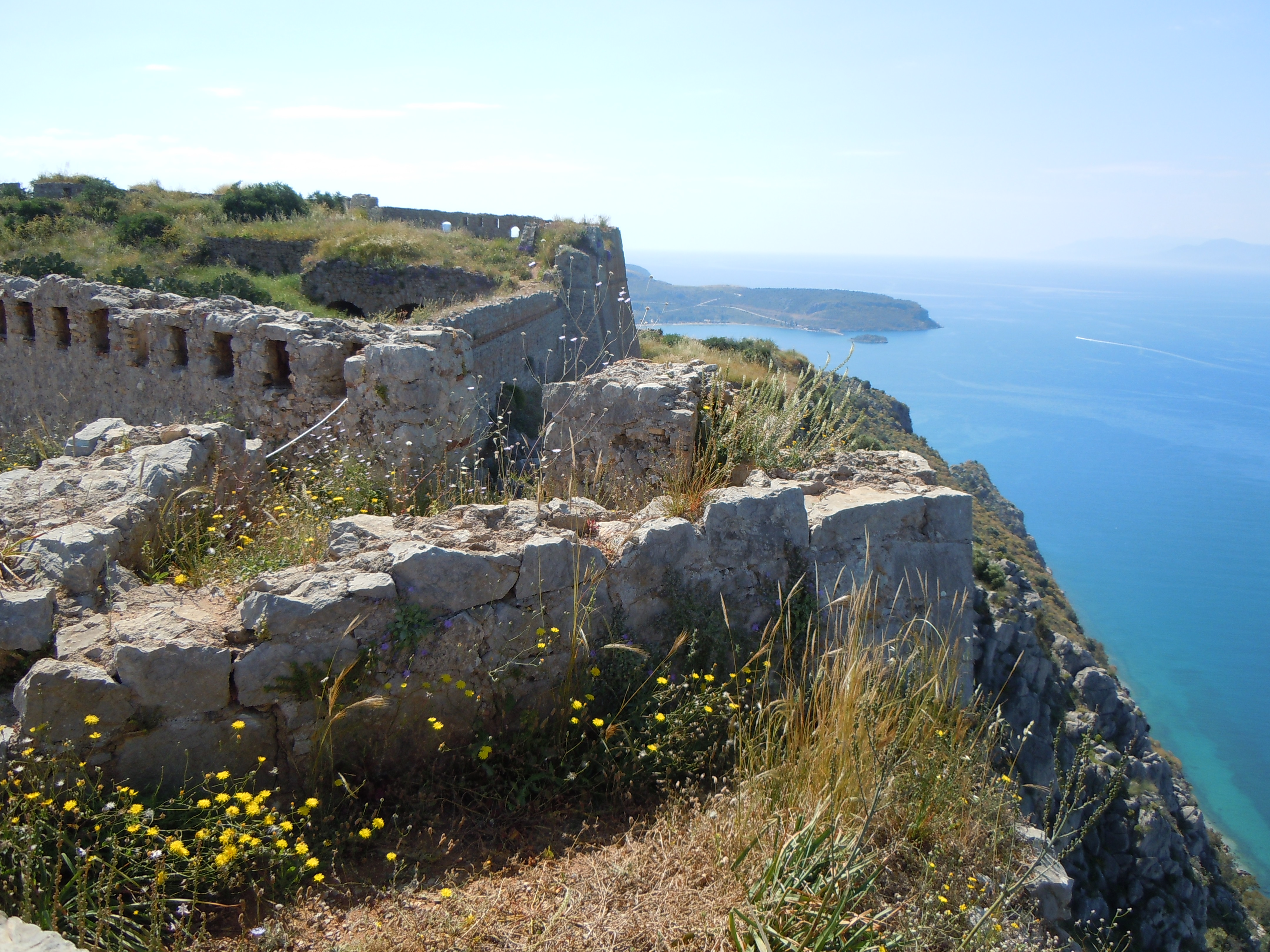
Bastion Achille dominant le golfe Argolique.
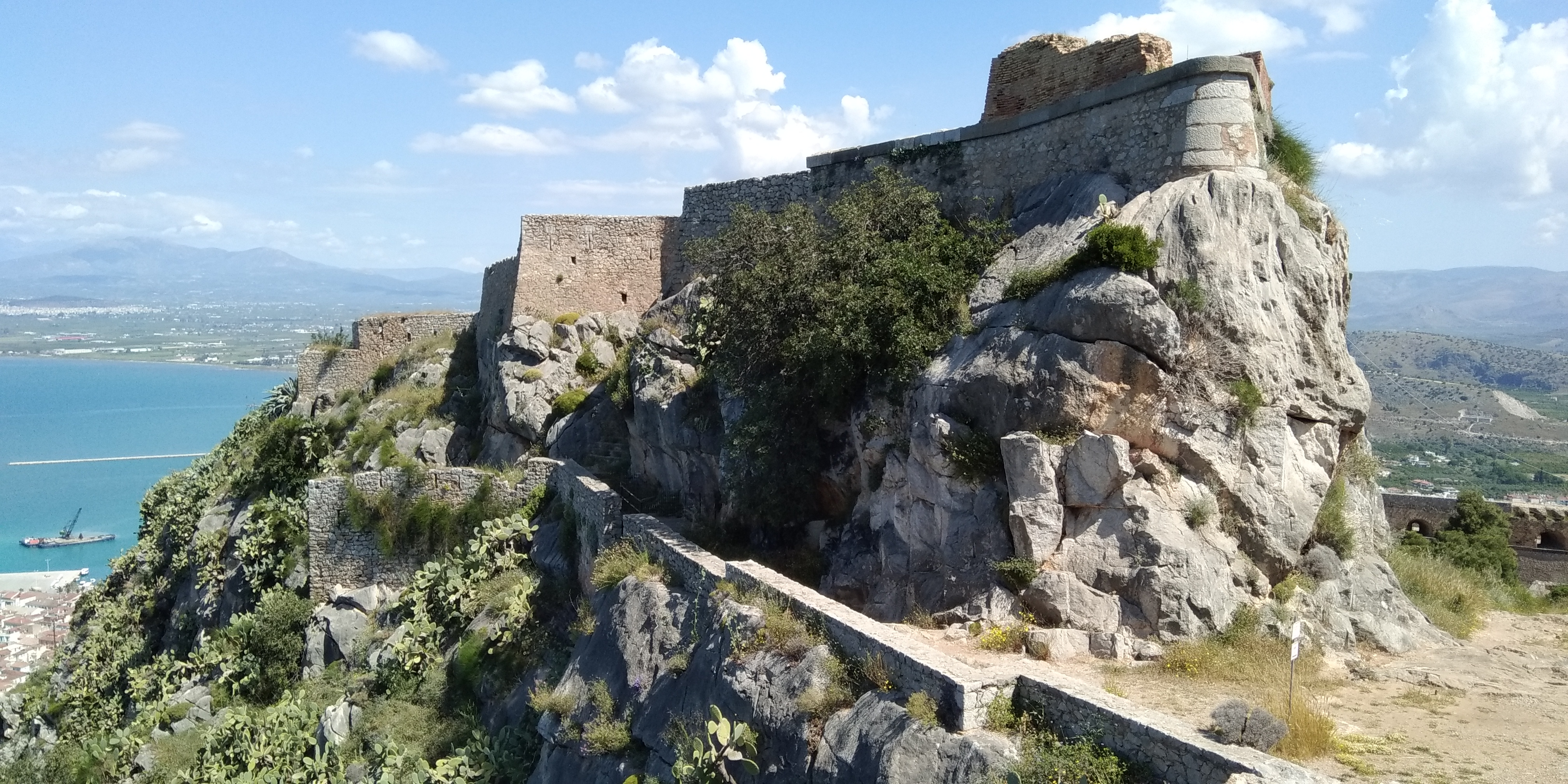
Bastion Thémistocle.
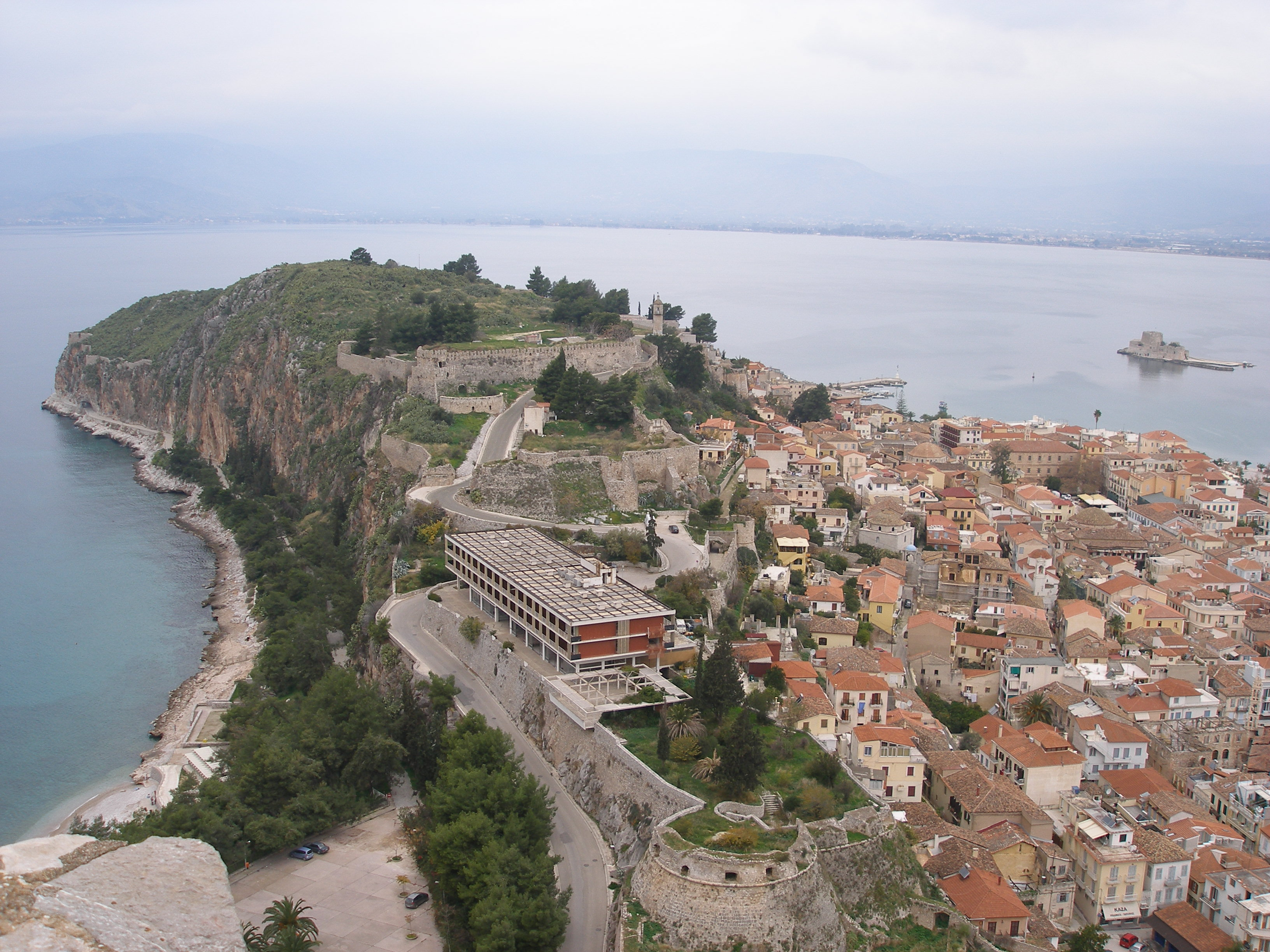
Vue sur Nauplie et l'Acronauplie.
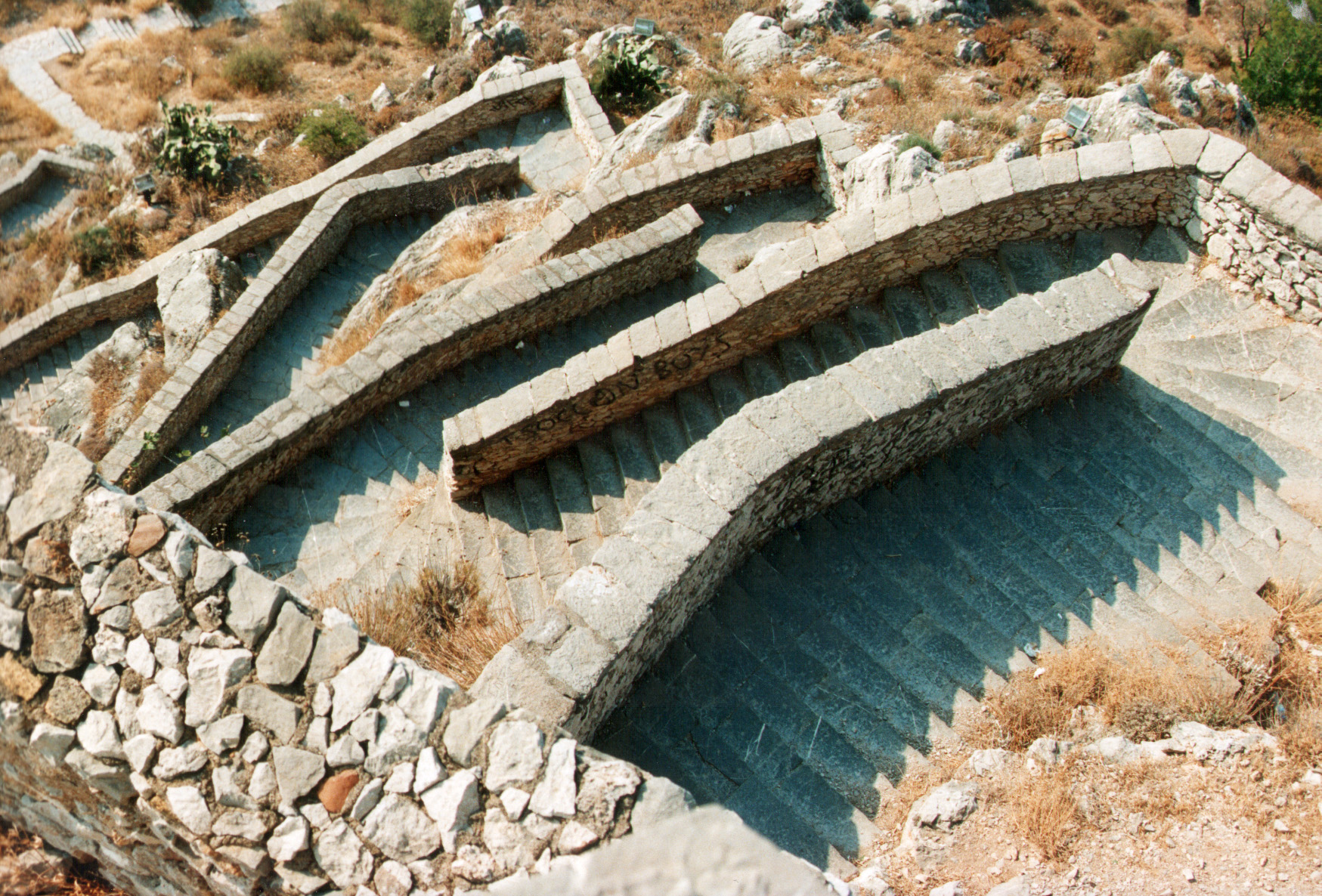
L'escalier d'accès depuis la ville, au nord-ouest.